# Jost Bürgi

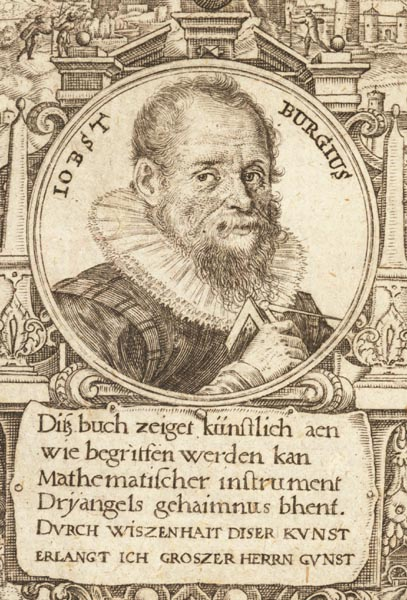
Jost Bürgi

Jost Bürgi (ur. 1552, zm. 1632) – szwajcarski zegarmistrz, konstruktor przyrządów astronomicznych i matematyk. Niezależnie od Johna Napiera i wcześniej od niego prowadził pionierskie badania nad logarytmami.
Przyjaźnił się i współpracował naukowo z astronomem Janem Keplerem. Wiele z wykonanych przez niego przyrządów astronomicznych powstało na zlecenie landgrafa Hesji-Kassel Wilhelma IV Mądrego.
Na jego cześć nazwano jedną z planetoid (2481) Bürgi.